# Oreste Puliti
Oreste Puliti (ur. 18 lutego 1891 w Livorno, zm. 5 lutego 1958 w Lukce) – włoski szermierz, wielokrotny medalista olimpijski i trzykrotny mistrz świata.
Na igrzyskach olimpijskich w Antwerpii w 1920 roku zdobył dwa medale. Wspólnie z Tommaso Costantino, Aldo Nadim, Nedo Nadim, Abelardo Olivierem, Pietro Speciale, Rodolfo Terlizzi i Baldo Baldim zwyciężył we florecie drużynowym. Parę dni później Włosi w składzie: Nedo Nadi, Aldo Nadi, Oreste Puliti, Baldo Baldi, Francesco Gargano, Giorgio Santelli i Dino Urbani zwyciężyli również w szabli drużynowej. Zajął tam również siódme miejsce we florecie indywidualnym oraz czwarte w szabli indywidualnej. Na rozgrywanych cztery lata później igrzyskach olimpijskich w Paryżu razem z Oreste Moriccą, Marcello Bertinettim, Giulio Sarrocchim, Renato Anselmim, Guido Balzarinim, Bino Binim i Vincenzo Cuccią zdobył złoty medal w szabli drużynowej. W szabli indywidualnej pewnie awansował do finału, w trzech pierwszych pojedynkach pokonując rodaków: Bertinettiego, Biniego i Sarrocchiego. Komisja sędziowska pod przewodnictwem Węgra Györgyego Kovácsa uznała jednak, że Włoscy szabliści specjalnie przegrali swe walki by ułatwić Pulitiemu walkę o złoty medal. Urażony Puliti zagroził Kovácsowi pobiciem, za co został zdyskwalifikowany. Pozostali Włoscy zawodnicy wycofali się z rywalizacji na znak protestu. Dwa dni później Puliti uderzył Węgra pięścią w twarz, po czym obaj zgodzili się na oficjalny pojedynek. Spotkali się cztery miesiące później w Nagykanizsie. Pojedynek trwał godzinę, po czym został przerwany przez obserwatorów z uwagi ilość ran odniesionych przez obu walczących. Ostatecznie obaj podali sobie rękę. W 1924 był też czwarty we florecie drużynowym. W rundzie finałowej, w pierwszym pojedynku Włosi spotkali się z Francuzami. W walce Luciena Gaudina i Aldo Boniego, przy wyniku 4:4 sędzia przyznał zwycięski punkt Francuzowi co rozwścieczyło Boniego, który obraził sędziego. Sędzia zażądał przeprosin, Boni odmówił, a włoska reprezentacja odśpiewała hymn Włoch i wycofała się z walki na znak protestu. Pozostałe dwa pojedynki Włoch w rundzie finałowej zakończyły się walkowerami. Brał też udział w igrzyskach olimpijskich w Amsterdamie w 1928 roku, gdzie zdobył dwa medale. Najpierw wspólnie z Ugo Pignottim, Giulio Gaudinim, Giorgio Pessiną, Gioacchino Guaragną i Giorgio Chiavaccim zwyciężył we florecie drużynowym. Następnie był czwarty we florecie indywidualnym, w rundzie finałowej wygrywając osiem z jedenastu pojedynków. Ponadto Bino Bini, Oreste Puliti, Giulio Sarrocchi, Renato Anselmi, Emilio Salafia i Gustavo Marzi zajęli drugie miejsce w szabli drużynowej.
Podczas mistrzostw świata w Vichy w 1927 roku (oficjalnie zawody tego cyklu rozgrywane są pod tą nazwą dopiero od 1937) wywalczył złoty medal we florecie indywidualnym, wyprzedzając Francuza Philippe'a Cattiau i rodaka, Gioacchino Guaragnę. Ponadto na mistrzostwach świata w Neapolu dwa lata później był najlepszy indywidualnie i drużynowo..
Fechtunku uczył się w szkole prowadzonej przez Giuseppe Nadiego, ojca Aldo i Nedo. Po zakończeniu kariery został trenerem, najpierw w szkole w Livorno, a następnie w Lukce.